# Петар Протић Драгачевац
Петар Протић Драгачевац (Негришори, 1825 – Београд, 4. септембар 1863) био је први српски школовани артиљеријски официр, начелник техничког одељења у Министарству војном, штабс-капетан артиљерије и први Србин управитељ Тополивнице у Крагујевцу. Од јануара 1857. године био је дописни члан Друштва српске словесности, чиме је постао први војни официр члан ове институције.

## Порекло
Рођени брат деде Петра Протића био је Петар Молер, сликар и један од вођа Првог српског устанка. Сликарством су се бавили и Петров отац Јанко, као и оба стрица, Јеремија и Аверкије.
Петров отац Јанко Михаиловић Молер био је свештеник. Сликарски занат је учио у Италији и Русији, а његове бројне иконе и иконостаси налазе се не само у родном Драгачеву, већ и по црквама и манастирима широм Србије. Био је један од старешина током Другог српског устанка, а у боју на Ртарима код Чачка 10. јуна 1815. године посекао је Врања-пашу, једног од заповедника турске војске.

## Младост и школовање
Петар Протић рођен је 1825. године у засеоку Раздоље шумадијског села Негришори, у вишечланој породици свештеника Јанка Михаиловића Молера и његове супруге Јелике. Основну школу започео је у Негришори, у школи коју је 1831. о свом трошку основао његов отац, а наставио у Чачку и затим и у Београду. У јесен 1836. године  примљен је у први разред крагујевачке Гимназије, коју је завршио баш у време када је одлучено да Лицеј, највиша школска институција у тадашњој Србији, буде премештен у Београд.
Школовање на Лицеју Петар Протић отпочео је 6. септембра 1841. године и убрзо је успео да од Министарства просвете (Попечитељство просвештенија) добије стипендију (благодејаније). Протић се определио за студије права, али је пре тога морао да заврши двогодишњи течај филозофије. У Протићевој генерацији, на Лицеј се уписало само четрнаест полазника. У то време Србији је недостајало учених чиновника па су се свршени средњошколци, између наставка школовања и започињања чиновничке каријере, много чешће опредељивали за ово друго. Тиме се вероватно водио и Протић када је одлучио да после завршене прве године филозофије привремено прекине школовање и затражи пријем у државну службу. Крајем 1842. постављен је за практиканта, две године касније је унапређен у звање канцелисте, у јуну 1845. постаје експедитор да би након само четири месеца био произведен у звање регистратора. Те године је и положио чиновничку заклетву.
Половином јула 1846. расписан је конкурс за избор питомаца ради школовања на страни о државном трошку. Протић се пријавио и као државни питомац послат је на школовање у Берлин, у тамошњу Артиљеријско-инжењеријску школу. Протић је на школовање у Берлин кренуо са још тројицом питомаца. Међу њима се налазио и Ранко Алимпић, касније генерал српске војске и министар грађевина. Петар Протић је за најужу струку одабрао артиљерију. У образложењу ове одлуке надлежнима, он каже:
Оставио сам све моје личне користи и изабрао сам по мојој природној наклоности такву струку, с којом ползи Отечества и жељи Високославног правитељства у пуном смислу одговорити могу.
Стечено знање Протић је показао на великим шестомесечним маневрима, који су 1850. године одржани у околини Магдебурга. За време трајања маневара добио је чин поднаредника, да би, по њиховом завршетку, управа Артиљеријско-инжењеријске школе упутила предлог српском кнезу Александру Карађорђевићу да га унапреди у потпоручника. Кнез је на овај предлог одговорио потврдно, а у своме указу је навео Протићеву „нарочиту отличну способност, ревност и верност.“
Половином 1851. Петар Протић је завршио школовање за артиљеријског официра. Док је чекао да ли ће му правитељство наредити да се одмах врати у земљу или ће добити инструкције да крене у обилазак европских центара војне индустрије, Протић је започео интензивно учење француског језика, а узимао је и приватне часове из математике, док је на универзитету слушао предавања из филозофије природних наука.

## Професионална каријера
У фебруару 1852. кнез Александар Карађорђевић је донео решење којим се Петар Протић поставља за професора тек основане Артиљеријске школе у Београду. Протићу је, међутим, одобрено да пре него што ступи на ову дужност отпутује на стручно усавршавање у Француску и Енглеску и за то му је додељена стипендија. Пре него што је кренуо на пут, Протић је у Берлину дочекао Константина Магазиновића, кога је српска влада била овластила да у европским индустријским центрима покуша да пронађе кадрове који би се прихватили руковођења тополивницом у Крагујевцу. Током вишедневних преговора са највишим државним и војним представницима Пруске, Протић и Магазиновић нису добили одобрење да српска влада ангажује тамошње тополивце и друге стручне раднике. Магазиновић је потом отпутовао прво у Лијеж, где је склопио договор са мајором Добреом, вицедиректором лијешке тополивнице, али је он изненада пре поласка у Србију преминуо. Тада је у Попечитељству унутрашњих дела одлучено да се посао око налажења стручњака који ће управљати ливењем топова повери Петру Протићу, али је потом ипак решено да се на пут поново пошаље Магазиновић. Овај је, након посете Берлину и уз велику помоћ Илије Гарашанина, издејствовао да уз допуштење француског министра рата и сагласност цара Наполеона Трећег склопи уговор са Шарлом Лубријем, надзорником тополивнице у вароши Дуе.
У међувремену је, одмах по повратку у Београд септембра 1852. године, Протић отпочео са израдом наставног програма за артиљерију, а наставу је почео да држи почетком децембра. Први курс био је посвећен баруту, његовим својствима, подели, начинима производње и практичне примене. Док је довршавао предавања о изградњи барутних слагалишта, из Попечитељства унутрашњих дела стигло је наређење о хитном премештају у Крагујевац, по Указу кнеза Александра Карађорђевића. Протић је, по мишљењу надлежних, за време својих студија стекао корисна теоретска знања, па ће бити у прилици да у новој тополивници стекне и практична знања о ливењу топова. Било је планирано да са Протићем у Крагујевац оду и три питомца Артиљеријске школе, који ће у Крагујевцу научити вештину ливења топова. Протић је премештен у Крагујевац 14. фебруара 1853. године. Он сам није био задовољан овим премештајем, који је у потпуности пореметио његове планове. Према његовом мишљењу, био је придодат Лубрију пре свега као тумач, те као особа која ће међу радницима ангажованим у Тополивници одржавати ред и дисциплину. На нову функцију отишао уз обећање да ће се тамо задржати кратко и да ће се вратити на место наставника у Артиљеријској школи чим у Тополивници почне производња. Међутим, у крагујевачкој Тополивници остао је све до њеног затварања крајем 1859. године и никада се више није вратио на своје професорско место.

### Управник тополивнице
Након много одлагања услови за почетак ливења топовских цеви створени су средином октобра 1853. године. Лубрију су помагали машински инжењер Тусен Делур и тополивац Аугуст Кинон, док је Протић био спона између њих и представника највиших државних органа. Сем што је успешно обављао посао официра за везу, Протић се прихватио и управљања људским ресурсима. Тако је својим војничким приступом врло брзо успео да уведе строгу радну дисциплину, али и да се посвети оснивању Занатлијске школе, у којој је требало да се обучавају будући мајстори. Почетком 1854. Лубри је решио да се врати у Француску и августа исте године његову дужност преузео је Петар Протић.
Као управник Петар Протић се трудио да у што краћем року унапреди рад Тополивници и свих осталих установа које су биле основане да би подржале њен ефикасан рад. Тако је до почетка наредне године успешно изливено још девет нових артиљеријских оруђа, уведен је ред како у Занатлијској школи, тако и у самој Тополивници.
Још у време Лубријевог управљања Протић је иницирао оснивање „Болесничке касе“ која је требало да реши питања здравственог осигурања радника Тополивнице. Формира се болесничка каса и раднички фонд, због чега се овај чин може сматрати клицом пензионог осигурања радника и неком врстом зачетка синдикализма код Срба. У Тополивници је за време Протићеве управе избила и радничка побуна, што се такође може сматрати првим штрајком у Србији.
Тополивнички ентузијазам уставобранитеља а и самога кнеза Александра Карађорђевића почео је да сплашњава, па је од Протића већ средином марта 1855. затражен детаљан извештај о тренутном стању у Тополивници и даљим плановима, да би Државни савет на својој седници одржаној 14. априла донео неопозиву одлуку да се у Крагујевцу произведе још двадесет и једно оруђе, те да се потом ливење прекине. Протић је на све начине покушавао да се одупре овој одлуци, али нико није имао слуха за његове примедбе, јер се управо тада дешавала поновна смена династија и на чело Србије враћао се Милош Обреновић.
Пре него што је дошло до смене династија, Протић је безуспешно тражио премештај у полицијску струку, јер је сада професорско место у Артиљеријској школи у Београду било заузето. За све то време жестоко се опирао све гласнијој идеји да Србији у новонасталим међународним односима и није потребна војна индустрија. Да би детаљно и стручно описао све што је у крагујевачкој Тополивници урађено, а са надом да ће се власти, након што размотре његове аргументе, предомислити у вези са коначном судбином Тополивнице, Протић је 30. априла надлежнима доставио Мемоар, својеврсни дневник. Његови напори били су узалудни и последњи топ у крагујевачкој Тополивници изливен је 26. маја 1857. године. Протићев Мемоар је остао прворазредна грађа за све проучаваоце војне и друштвене историје Србије половином 19. века.

## Последње године живота и смрт
Иако је изгубио подршку за идеју о опстанку Тополивнице, Петар Протић је у јануару 1857. године изабран за дописног (кореспондентног) члана Друштва српске словесности (институције која је претеча данашње САНУ). Тако је постао први војни официр који је постао члан ове институције.
На самом крају 1858. године, само двадесетак дана од доласка у Београд и преузимања власти, кнез Милош је наредио да се због крађа и других злоупотреба затворе и окују у гвожђе сви официри Артиљеријске дирекције и Тополивнице. Протић бива именован као „главни окривљени у тополивничким злоупотребама“. Формирана је комисија у чијем саставу је био и Протићев колега са студија Ранко Алимпић. Анализирајући пословање Тополивнице од оснивања до почетка 1859. године, комисија закључује да се одговорност за пропусте не може приписати управитељима и другим официрима, па кнез Милош даје налог да сви официри буду ослобођени, а убрзо својим указом Петра Протића ослобађа свих оптужби.
После ове афере Петар Протић се враћа у Београд, у Главну војну управу, где обавља дужност начелника артиљерије. Након доласка на власт кнеза Михаила кратко обавља и дужност начелника Војне управе, али после инцидента који је изазвао одбијањем да дворском стражару каже одзив на лозинку, бива враћен на место начелника Војнотехничког одељења Главне војне управе.
У Београду се оженио Анком Васић, сестром генерала Милоша Васића, са којом је добио ћерку Јелену.
Протић је 4. јула 1863. изненада доживео мождани удар, услед чега му се одузела цела једна страна тела. Умро је два месеца касније, 4. септембар 1863. године, с нешто више од 38 година. Новосадски „Србски дневник“ поводом тога је објавио да је „напрасно преминуо наш врстни Протић“.

## Занимљивости
Српски ђаци у иностранству, са разних студија, дружили су се међусобно. Међу њима је Петар Протић упознао Љубу Ненадовића. Познанство са њим можда је утицало на то да се Протић као студент опроба и у књижевности. Тако је у листу Подунавка у августу 1848. године објављена његова песма „Бој Срба с друзима из пакла“. Две године касније, у Србским новинама штампана је беседа коју је Протић изговорио на гробљу у Халеу, приликом постављања споменика његовом другу Кости Петровићу-Јечменићу, који је у том граду преминуо од туберкулозе 31. децембра 1846. године.
У фебруару 1849. у Берлин је, заједно са својим оцем Вуком, стигла Мина Караџић. Петар Протић је 8. марта у њеном споменару написао:
Као што се ружа са своим красним мирисом краси, тако треба твоје младо срце, да се с добродетелима краси. Млади Срби ће у теби заслуге твога Оца почитовати јербо, као и што зраци сунца вечно се са сјајношћу краси, тако ће се србски потомци с његовим услугама за отечество дичити.
Занимљиво је да се већ сутрадан на следећој страни у Минин споменар својеручно уписао и Јакоб Грим. Да је Протић био близак са породицом Караџић види се и из писма које је Димитрије Караџић упутио сестри Мини, а у коме је обавештава о Протићевој болести већ следећег дана пошто је он доживео мождани удар.